# Иван Херцег
Иван Херцег (Загреб, 2. новембар 1981) хрватски је глумац.

## Биографија
Иван Херцег је рођен у Загребу 2. новембра 1981. године. Глуму је дипломирао на Факултету драмских уметности у Загребу. Осим на телевизији, ради и у позоришту.

## Филмографија
| Год.         | Назив                          | Улога               |
| ------------ | ------------------------------ | ------------------- |
| 2000.-те     |                                |                     |
| 2003.        | Ту                             | Карло               |
| 2005.        | Кад звони?                     | Звонко              |
| 2007.        | Цимер фрај                     | Френки              |
| 2007.        | Пјевајте нешто љубавно         | Струја              |
| 2008.        | Није крај                      | Мартин              |
| 2009—2010.   | Долина сунца                   | Кристијан Витезовић |
| 2010 - 2011. | Најбоље године (ТВ серија)     | Дино                |
| 2011.        | Ларин избор - Изгубљени принц  | Јаков Златар        |
| 2011—2013.   | Ларин избор                    | Ларин избор         |
| 2014.        | Куд пукло да пукло (ТВ серија) | Мирко               |
| 2017.        | Чиста љубав                    | Томо Витез          |